# Sơn Đoòng
Sơn Đoòng é uma caverna localizada na província de Quảng Bình, no Vietnã, a 500 km ao sul de Hanói, perto da fronteira Laos-Vietname. Atualmente é considerada a maior caverna do planeta e situa-se no Parque Nacional de Phong Nha-Kẻ Bàng, declarado Patrimônio da Humanidade pela UNESCO em 2003. 
A maior destas cavernas tem 200 metros de altura e 150 metros de largura, e a outra possui 150 metros de altura e 130 metros de largura. Existem diversos critérios para medir o tamanho de uma caverna, e neste caso foi levado em conta a amplitude da sala.
Em abril de 2009, a existência de uma grande caverna de 6,5 km, com uma largura preliminar de 150 m, foi revelada ao público no Parque Nacional Vietnamita Phong Nha-Ke Bang.
A gruta de Sơn Đoòng foi encontrada em fevereiro de 2009 quando um grupo de cientistas britânicos da Associação Britânica de Investigação de Grutas, dirigida pelo casal Howard e Limbert Deb, organizava uma visita em Phong Nha-Ke Bang marcada para de 10 a 14 de abril de 2009. Um homem local tinha descoberto a caverna em 1991, mas não se recordava da maneira de chegar ao local. De finais de março a 14 de abril de 2009, ajudou os exploradores a cruzar o bosque de 10 km para aceder à entrada da caverna.
Em 1991, um pastor da zona encontrou-a, mas, receoso do estranho silvo que provinha do interior, manteve em segredo a sua localização. Foi usada como refúgio dos bombardeamentos na Guerra do Vietname. A primeira expedição para descobrir os segredos da gruta foi feita em 2009 por Howard e Deb Limbert que, no entanto, encontraram uma enorme parede de calcite que os impediu de continuar. Segundo os espeleólogos, a gruta é difícil de encontrar por estar completamente coberta de vegetação.
A revista National Geographic enviou depois uma equipa para cartografar a gruta em 2010 e o fotógrafo Carsten Peter conseguiu magníficas fotos que foram publicadas em janeiro de 2011.

## Geologia
Este lugar, que faz parte das 20 novas cavidades identificadas pelo grupo de exploradores britânicos, é considerado como a maior gruta do mundo. No total há pelo menos 150 grutas no Parque Nacional Phong Nha-Ke Bang.
Em principio, os espeleólogos britânicos asseguraram que a gruta só tinha 150 metros de comprimento e 91 m de largura, mas as novas expedições mostraram que o espaço tem pelo menos 4,5 km e chega aos 140 metros de altura em algumas partes. Durante as visitas, as equipas encontraram estalagmites de mais de 70 metros de altura. A maior sala de Sơn Đoòng tem mais de 5 km de comprimento, 200 metros de altura e 150 metros de largura.
Com estas dimensões enormes, Sơn Đoòng supera a caverna Deer do parque nacional de Gunung Mulu na Malásia, tomando o título de "maior caverna do mundo". O rio subterrâneo que flui na caverna desanimou os exploradores de ir mais além, pois puderam apenas considerar o comprimento da caverna utilizando a luz de lanternas. Estão previstas mais explorações num futuro próximo, reservadas a cientistas.  A gruta não é visitável a turistas.